# Oscar/Bester Ton
Mit dem Oscar für den besten Ton werden die Tonmeister eines Films, früher auch die zuständige Abteilung der Filmgesellschaft, geehrt. Der Preis wird in dieser Kategorie seit 1930 verliehen.
In unten stehender Tabelle sind die Preisträger nach dem Jahr der Verleihung gelistet.

## 1930
| Jahr     | Preisträger                                   | für den Film         | Nominierungen |
| 1930 (2) | Douglas Shearer M-G-M Studio Sound Department | Hölle hinter Gittern | George Groves und First National Studio Sound Department für The Song of the Flame Franklin Hansen und Paramount Famous Lasky Studio Sound Department für Liebesparade Oscar Lagerstrom und United Artists Studio Sound Department für Raffles John E. Tribby und RKO Radio Studio Sound Department für The Case of Sergeant Grischa |

## 1931–1940
| Jahr | Preisträger                                       | für den Film          | Nominierungen |
| 1931 | Paramount Publix Studio Sound Department          | –                     | M-G-M Studio Sound Department RKO Radio Studio Sound Department Samuel Goldwyn-United Artists Studio Sound Department |
| 1932 | Paramount Publix Studio Sound Department          | –                     | M-G-M Studio Sound Department RKO Radio Studio Sound Department Walt Disney Warner Bros.-First National Studio Sound Department |
| 1933 | Preis nicht vergeben                              | Preis nicht vergeben  | Preis nicht vergeben |
| 1934 | Franklin Hansen Paramount Studio Sound Department | In einem anderen Land | Nathan Levinson und Warner Bros. Studio Sound Department für Die 42. Straße Nathan Levinson und Warner Bros. Studio Sound Department für Goldgräber von 1933 Nathan Levinson und Warner Bros. Studio Sound Department für Jagd auf James A. |
| 1935 | John P. Livadary Columbia Studio Sound Department | Das leuchtende Ziel   | Carl Dreher und RKO Radio Studio Sound Department für Scheidung auf amerikanisch Edmund H. Hansen und Fox Studio Sound Department für Weiße Parade Franklin Hansen und Paramount Studio Sound Department für Cleopatra Nathan Levinson und Warner Bros.-First National Studio Sound Department für Liebeskadetten Thomas T. Moulton und United Artists Studio Sound Department für Alles liebt, alles lügt Douglas Shearer und M-G-M Studio Sound Department für Schrei der Gehetzten Theodore Soderberg und Universal Studio Sound Department für Frauen am Scheidewege |
| 1936 | Douglas Shearer M-G-M SSD                         | Tolle Marietta        | Carl Dreher und RKO Radio SSD für I Dream Too Much Edmund H. Hansen und 20th Century Fox SSD für Musik um Mitternacht Franklin Hansen und Paramount SSD für Bengali Gilbert Kurland und Universal SSD für Frankensteins Braut Nathan Levinson und Warner Bros.-First National SSD für Unter Piratenflagge John P. Livadary und Columbia SSD für Love Me Forever Thomas T. Moulton und United Artists SSD für Der Weg im Dunkel Republic SSD für 1,000 Dollars a Minute                                                                                                   |
| 1937 | Douglas Shearer                                   | San Francisco         | John Aalberg für That Girl from Paris Edmund H. Hansen für Mississippi-Melodie Franklin Hansen für Texas Rangers Oscar Lagerstrom für Zeit der Liebe, Zeit des Abschieds Nathan Levinson für Der Verrat des Surat Khan John P. Livadary für Mr. Deeds geht in die Stadt Elmer Raguse für General Spanky Homer G. Tasker für Drei süße Mädels |
| 1938 | Thomas T. Moulton                                 | … dann kam der Orkan  | John Aalberg für Hitting a New High Edmund H. Hansen für Chicago A. E. Kaye für The Girl Said No Nathan Levinson für Das Leben des Emile Zola John P. Livadary für In den Fesseln von Shangri-La Elmer Raguse für Topper – Das blonde Gespenst Loren L. Ryder für Frisco-Express Douglas Shearer für Maienzeit Homer G. Tasker für 100 Mann und ein Mädchen |
| 1939 | Thomas T. Moulton                                 | Mein Mann, der Cowboy | Bernard B. Brown für That Certain Age Edmund H. Hansen für Suez Nathan Levinson für Vater dirigiert John P. Livadary für Lebenskünstler Charles L. Lootens für Army Girl Elmer Raguse für Wie leben wir doch glücklich! Loren L. Ryder für Wenn ich König wär Douglas Shearer für Sweethearts James Wilkinson für Vivacious Lady |
| 1940 | Bernard B. Brown                                  | When Tomorrow Comes   | John Aalberg für Der Glöckner von Notre Dame Edmund H. Hansen für Nacht über Indien Nathan Levinson für Günstling einer Königin John P. Livadary für Mr. Smith geht nach Washington Charles L. Lootens für Rache für Alamo Thomas T. Moulton für Vom Winde verweht Elmer Raguse für Von Mäusen und Menschen Loren L. Ryder für Dreivierteltakt am Broadway Douglas Shearer für Balalaika A. W. Watkins für Auf Wiedersehen, Mr. Chips |

## 1941–1950
| Jahr | Preisträger                  | für den Film                  | Nominierungen |
| 1941 | Douglas Shearer              | Heiße Rhythmen in Chicago     | John Aalberg für Fräulein Kitty Bernard B. Brown für Spring Parade Edmund H. Hansen für Früchte des Zorns Nathan Levinson für Der Herr der sieben Meere John P. Livadary für Ein Ehemann zuviel Charles L. Lootens für Behind the News Thomas T. Moulton für Unsere kleine Stadt Elmer Raguse für Überfall auf die Olive Branch Loren L. Ryder für Die scharlachroten Reiter Jack Whitney für The Howards of Virginia                                 |
| 1942 | Jack Whitney                 | Lord Nelsons letzte Liebe     | John Aalberg für Citizen Kane Bernard B. Brown für Sprechstunde für Liebe Edmund H. Hansen für Schlagende Wetter Nathan Levinson für Sergeant York John P. Livadary für Roman einer Tänzerin Charles L. Lootens für The Devil Pays Off Thomas T. Moulton für Die merkwürdige Zähmung der Gangsterbraut Sugarpuss Elmer Raguse für Topper 2 – Das Gespensterschloß Loren L. Ryder für Eheposse Douglas Shearer für The Chocolate Soldier               |
| 1943 | Nathan Levinson              | Yankee Doodle Dandy           | Daniel J. Bloomberg für Unternehmen Tigersprung Bernard B. Brown für Arabische Nächte Stephen Dunn für Es waren einmal Flitterwochen James L. Fields für Goldrausch (neu vertonte Fassung) Edmund H. Hansen für This Above All John P. Livadary für Du warst nie berückender Thomas T. Moulton für Der große Wurf Loren L. Ryder für Der Weg nach Marokko Douglas Shearer für Mrs. Miniver C. O. Slyfield für Bambi Jack Whitney für Friendly Enemies |
| 1944 | Stephen Dunn                 | Dies ist mein Land            | Daniel J. Bloomberg für Die Hölle von Oklahoma Bernard B. Brown für Phantom der Oper James L. Fields für So This Is Washington Edmund H. Hansen für Das Lied von Bernadette Nathan Levinson für This Is the Army John P. Livadary für Sahara Thomas T. Moulton für The North Star Loren L. Ryder für Riding High Douglas Shearer für Madame Curie C. O. Slyfield für Drei Caballeros im Sambafieber Jack Whitney für Auch Henker sterben              |
| 1945 | Edmund H. Hansen             | Wilson                        | Daniel J. Bloomberg für Brasilianische Serenade Bernard B. Brown für Die Stubenfee Mac Dalgleish für Voice in the Wind Stephen Dunn für Music in Manhattan Nathan Levinson für Hollywood Canteen John P. Livadary für Es tanzt die Göttin Thomas T. Moulton für So ein Papa Loren L. Ryder für Frau ohne Gewissen Douglas Shearer für Kismet Jack Whitney für It Happened Tomorrow                                                                    |
| 1946 | Stephen Dunn                 | Die Glocken von St. Marien    | Daniel J. Bloomberg für San Francisco Lilly Bernard B. Brown für Die Dame im Zug Nathan Levinson für Rhapsodie in Blau John P. Livadary für Polonaise Thomas T. Moulton für Todsünde Loren L. Ryder für Der Tod wohnt nebenan Gordon Sawyer für Der Wundermann Douglas Shearer für Schnellboote vor Bataan C. O. Slyfield für Drei Caballeros Jack Whitney für Der Mann aus dem Süden WV Wolfe für Three Is a Family                                  |
| 1947 | John P. Livadary             | Der Jazzsänger                | John Aalberg für Ist das Leben nicht schön? Gordon Sawyer für Die besten Jahre unseres Lebens |
| 1948 | Gordon Sawyer                | Jede Frau braucht einen Engel | Douglas Shearer für Taifun Jack Whitney für Geheimagent T (T-Men) |
| 1949 | 20th Century-Fox Sound Dept. | Die Schlangengrube            | Republic Sound Dept. für Erbe des Henkers Warner Bros. Sound Dept. für Schweigende Lippen |
| 1950 | 20th Century-Fox Sound Dept. | Der Kommandeur                | Republic Sound Dept. für Du warst unser Kamerad Universal-International Sound Dept. für Once More, My Darling |

## 1951–1960
| Jahr | Preisträger             | für den Film              | Nominierungen |
| 1951 | Thomas T. Moulton       | Alles über Eva            | Cyril Crowhurst für So ist das Leben C. O. Slyfield für Cinderella Gordon Sawyer für Unser eigenes Ich Leslie I. Carey für Alter schützt vor Liebe nicht                                                   |
| 1952 | Douglas Shearer         | Der große Caruso          | John Aalberg für Drei Frauen erobern New York (Two Tickets to Broadway) Leslie I. Carey für Sieg über das Dunkel Nathan Levinson für Endstation Sehnsucht Gordon Sawyer für Im Sturm der Zeit (I Want You) |
| 1953 | London Film Sound Dept. | Der unbekannte Feind      | Daniel J. Bloomberg für Der Sieger Thomas T. Moulton für Mit einem Lied im Herzen Pinewood SSD für Der Unwiderstehliche Gordon Sawyer für Hans Christian Andersen und die Tänzerin                         |
| 1954 | John P. Livadary        | Verdammt in alle Ewigkeit | Leslie I. Carey für Die Welt gehört ihm (The Mississippi Gambler) William A. Mueller für Schwere Colts in zarter Hand Loren L. Ryder für Kampf der Welten A. W. Watkins für Die Ritter der Tafelrunde      |
| 1955 | Leslie I. Carey         | Die Glenn Miller Story    | John Aalberg für Eine Nacht mit Susanne John P. Livadary für Die Caine war ihr Schicksal Wesley C. Miller für Brigadoon Loren L. Ryder für Das Fenster zum Hof                                             |
| 1956 | Fred Hynes              | Oklahoma!                 | Carlton W. Faulkner für Alle Herrlichkeit auf Erden Watson Jones für … und nicht als ein Fremder Wesley C. Miller für Tyrannische Liebe William A. Mueller für Keine Zeit für Heldentum                    |
| 1957 | Carlton W. Faulkner     | Der König und ich         | Gordon R. Glennan und Gordon Sawyer für Lockende Versuchung John P. Livadary für Geliebt in alle Ewigkeit Buddy Myers für Roter Staub Loren L. Ryder für Die zehn Gebote                                   |
| 1958 | George Groves           | Sayonara                  | George Dutton für Zwei rechnen ab John P. Livadary für Pal Joey Wesley C. Miller für Die Girls Gordon Sawyer für Zeugin der Anklage                                                                        |
| 1959 | Fred Hynes              | South Pacific             | Leslie I. Carey für Zeit zu leben und Zeit zu sterben George Dutton für Vertigo – Aus dem Reich der Toten Carlton W. Faulkner für Die jungen Löwen Gordon Sawyer für Laßt mich leben                       |
| 1960 | Franklin Milton         | Ben Hur                   | Carlton W. Faulkner für Die Reise zum Mittelpunkt der Erde George Groves für Geschichte einer Nonne Gordon Sawyer und Fred Hynes für Porgy and Bess A. W. Watkins für Die Nacht ist mein Feind (Libel)     |

## 1961–1970
| Jahr | Preisträger                 | für den Film                | Nominierungen |
| 1961 | Gordon Sawyer Fred Hynes    | Alamo                       | George Groves für Sunrise at Campobello Franklin Milton für Cimarron Charles Rice für Pepe – Was kann die Welt schon kosten Gordon Sawyer für Das Appartement                                                     |
| 1962 | Fred Hynes Gordon Sawyer    | West Side Story             | Robert O. Cook für Die Vermählung ihrer Eltern geben bekannt John Cox für Die Kanonen von Navarone Gordon Sawyer für Infam Waldon O. Watson für Mandelaugen und Lotosblüten                                       |
| 1963 | John Cox                    | Lawrence von Arabien        | Robert O. Cook für Champagner in Paris George Groves für Music Man Joseph D. Kelly für Was geschah wirklich mit Baby Jane? Waldon O. Watson für Ein Hauch von Nerz                                                |
| 1964 | Franklin Milton             | Das war der Wilde Westen    | James Corcoran und Fred Hynes für Cleopatra Charles Rice für Bye Bye Birdie Gordon Sawyer für Eine total, total verrückte Welt Waldon O. Watson für Captain Newman                                                |
| 1965 | George Groves               | My Fair Lady                | Robert O. Cook für Mary Poppins John Cox für Becket Franklin Milton für Goldgräber-Molly Waldon O. Watson für Der große Wolf ruft                                                                                 |
| 1966 | James Corcoran Fred Hynes   | Meine Lieder – meine Träume | James Corcoran für Michelangelo – Inferno und Ekstase George Groves für Das große Rennen rund um die Welt A. W. Watkins und Franklin Milton für Doktor Schiwago Waldon O. Watson für Der Mann vom großen Fluß     |
| 1967 | Franklin Milton             | Grand Prix                  | James Corcoran für Kanonenboot am Yangtse-Kiang George Groves für Wer hat Angst vor Virginia Woolf? Gordon Sawyer für Hawaii Waldon O. Watson für Das Mädchen aus der Cherry-Bar                                  |
| 1968 | Samuel Goldwyn SSD          | In der Hitze der Nacht      | 20th Century-Fox SSD für Doktor Dolittle M-G-M SSD für Das dreckige Dutzend Universal City SSD für Modern Millie – Reicher Mann gesucht Warner Bros.-Seven Arts SSD für Camelot – Am Hofe König Arthurs           |
| 1969 | Shepperton SSD              | Oliver                      | 20th Century-Fox SSD für Star! Columbia SSD für Funny Girl Warner Bros.-Seven Arts SSD für Bullitt Warner Bros.-Seven Arts SSD für Der goldene Regenbogen                                                         |
| 1970 | Jack Solomon Murray Spivack | Hello, Dolly!               | John Aldred für Königin für tausend Tage William Edmondson und David Dockendorf für Zwei Banditen Les Fresholtz und Arthur Piantadosi für Verschollen im Weltraum Robert Martin und Clem Portman für Gaily, Gaily |

## 1971–1980
| Jahr | Preisträger                                                    | für den Film               | Nominierungen |
| 1971 | Douglas O. Williams Don J. Bassman                             | Patton – Rebell in Uniform | Gordon K. McCallum und John Bramall für Ryans Tochter Ronald Pierce und David H. Moriarty für Airport Murray Spivack und Herman Lewis für Tora! Tora! Tora! Dan Wallin und L. A. Johnson für Woodstock |
| 1972 | Gordon K. McCallum David Hildyard                              | Anatevka                   | Bob Jones und John Aldred für Maria Stuart, Königin von Schottland Gordon K. McCallum, John W. Mitchell und Al Overton für James Bond 007 – Diamantenfieber Richard Portman und Jack Solomon für Opa kann’s nicht lassen Theodore Soderberg und Christopher Newman für Brennpunkt Brooklyn                                                                                     |
| 1973 | Robert Knudson David Hildyard                                  | Cabaret                    | Charles Grenzbach, Richard Portman und Christopher Newman für Der Pate Arthur Piantadosi und Charles T. Knight für Schmetterlinge sind frei Richard Portman und Gene Cantamessa für Bill McKay – Der Kandidat Theodore Soderberg und Herman Lewis für Die Höllenfahrt der Poseidon                                                                                             |
| 1974 | Robert Knudson Christopher Newman                              | Der Exorzist               | Donald O. Mitchell und Larry Jost für Zeit der Prüfungen Ronald Pierce und Robert R. Bertrand für Der Clou Richard Portman und Larry Jost für Der Tag des Delphins Richard Portman und Les Fresholtz für Paper Moon |
| 1975 | Ronald Pierce Melvin M. Metcalfe Sr.                           | Erdbeben                   | Charles Grenzbach und Larry Jost für Chinatown Walter Murch und Art Rochester für Der Dialog Richard Portman und Gene Cantamessa für Frankenstein Junior Theodore Soderberg und Herman Lewis für Flammendes Inferno |
| 1976 | Robert L. Hoyt Roger Heman Jr. Earl Madery John R. Carter      | Der weiße Hai              | Leonard Peterson, John A. Bolger Jr., John L. Mack und Don Sharpless für Die Hindenburg Arthur Piantadosi, Les Fresholtz, Richard Tyler und Al Overton Jr. für 700 Meilen westwärts Richard Portman, Don MacDougall, Curly Thirlwell und Jack Solomon für Funny Lady Harry W. Tetrick, Aaron Rochin, William McCaughey und Roy Charman für Der Wind und der Löwe               |
| 1977 | Arthur Piantadosi Les Fresholtz Rick Alexander James E. Webb   | Die Unbestechlichen        | Robert Knudson, Dan Wallin, Robert J. Glass und Tom Overton für A Star Is Born Donald O. Mitchell, Douglas O. Williams, Richard Tyler und Harold M. Etherington für Trans-Amerika-Express Harry W. Tetrick, William McCaughey, Aaron Rochin und Jack Solomon für King Kong Harry W. Tetrick, William McCaughey, Lyle J. Burbridge und Bud Alper für Rocky                      |
| 1978 | Don MacDougall Ray West Bob Minkler Derek Ball                 | Krieg der Sterne           | Walter Goss, Rick Alexander, Tom Beckert und Robin Gregory für Die Tiefe Robert Knudson, Robert J. Glass, Don MacDougall und Gene Cantamessa für Unheimliche Begegnung der dritten Art Robert Knudson, Robert J. Glass, Richard Tyler und Jean-Louis Ducarme für Atemlos vor Angst Theodore Soderberg, Paul Wells, Douglas O. Williams und Jerry Jost für Am Wendepunkt        |
| 1979 | Richard Portman William McCaughey Aaron Rochin C. Darin Knight | Die durch die Hölle gehen  | Robert Knudson, Robert J. Glass, Don MacDougall und Jack Solomon für Um Kopf und Kragen Gordon K. McCallum, Graham V. Hartstone, Nicolas Le Messurier und Roy Charman für Superman Tex Rudloff, Joel Fein, Curly Thirlwell und Willie D. Burton für Die Buddy Holly Story John Wilkinson, Robert W. Glass Jr., John T. Reitz und Barry Thomas für In der Glut des Südens       |
| 1980 | Walter Murch Mark Berger Richard Beggs Nathan Boxer            | Apocalypse Now             | Robert Knudson, Robert J. Glass, Don MacDougall und Gene Cantamessa für 1941 – Wo bitte geht’s nach Hollywood William McCaughey, Aaron Rochin, Michael J. Kohut und Jack Solomon für Meteor Arthur Piantadosi, Les Fresholtz, Michael Minkler und Al Overton Jr. für Der elektrische Reiter Theodore Soderberg, Douglas O. Williams, Paul Wells und James E. Webb für The Rose |

## 1981–1990
| Jahr | Preisträger                                                       | für den Film                       | Nominierungen |
| 1981 | Bill Varney Steve Maslow Gregg Landaker Peter Sutton              | Das Imperium schlägt zurück        | Michael J. Kohut, Aaron Rochin, Jay M. Harding und Christopher Newman für Fame – Der Weg zum Ruhm Donald O. Mitchell, Bill Nicholson, David J. Kimball und Les Lazarowitz für Wie ein wilder Stier Arthur Piantadosi, Les Fresholtz, Michael Minkler und Willie D. Burton für Der Höllentrip Richard Portman, Roger Heman Jr. und James R. Alexander für Nashville Lady                                                |
| 1982 | Bill Varney Steve Maslow Gregg Landaker Roy Charman               | Jäger des verlorenen Schatzes      | Michael J. Kohut, Jay M. Harding, Richard Tyler und Al Overton Jr. für Tanz in den Wolken (Pennies from Heaven) Richard Portman und David M. Ronne für Am goldenen See Dick Vorisek, Tom Fleischman und Simon Kaye für Reds John Wilkinson, Robert W. Glass Jr., Robert Thirlwell und Robin Gregory für Outland – Planet der Verdammten                                                                                |
| 1983 | Robert Knudson Robert J. Glass Don Digirolamo Gene Cantamessa     | E.T. – Der Außerirdische           | Milan Bor, Trevor Pyke und Mike Le Mare für Das Boot Gerry Humphreys, Robin O’Donoghue, Jonathan Bates und Simon Kaye für Gandhi Michael Minkler, Bob Minkler, Lee Minkler und James LaRue für Tron Arthur Piantadosi, Les Fresholtz, Rick Alexander und Les Lazarowitz für Tootsie |
| 1984 | Mark Berger Thomas Scott Randy Thom David MacMillan               | Der Stoff, aus dem die Helden sind | Ben Burtt, Gary Summers, Randy Thom und Tony Dawe für Die Rückkehr der Jedi-Ritter Michael J. Kohut, Carlos Delarios, Aaron Rochin und Willie D. Burton für WarGames – Kriegsspiele Donald O. Mitchell, Rick Kline, Kevin O’Connell und James R. Alexander für Zeit der Zärtlichkeit Alan Splet, Todd Boekelheide, Randy Thom und David Parker für Wenn die Wölfe heulen                                               |
| 1985 | Mark Berger Thomas Scott Todd Boekelheide Christopher Newman      | Amadeus                            | Nick Alphin, Robert Thirlwell, Richard Portman und David M. Ronne für Menschen am Fluß Graham V. Hartstone, Nicolas Le Messurier, Michael A. Carter und John W. Mitchell für Reise nach Indien Michael J. Kohut, Aaron Rochin, Carlos Delarios und Gene Cantamessa für 2010: Das Jahr, in dem wir Kontakt aufnehmen Bill Varney, Steve Maslow, Kevin O’Connell und Nelson Stoll für Der Wüstenplanet                   |
| 1986 | Chris Jenkins Gary Alexander Larry Stensvold Peter Handford       | Jenseits von Afrika                | Les Fresholtz, Rick Alexander, Vern Poore und Bud Alper für Der Tag des Falken Donald O. Mitchell, Michael Minkler, Gerry Humphreys und Christopher Newman für A Chorus Line Donald O. Mitchell, Rick Kline, Kevin O’Connell und David M. Ronne für Silverado Bill Varney, B. Tennyson Sebastian II, Robert Thirlwell und William B. Kaplan für Zurück in die Zukunft                                                  |
| 1987 | John Wilkinson Richard D. Rogers Charles Grenzbach Simon Kaye     | Platoon                            | Les Fresholtz, Rick Alexander, Vern Poore und Bill Nelson für Heartbreak Ridge Graham V. Hartstone, Nicolas Le Messurier, Michael A. Carter und Roy Charman für Aliens – Die Rückkehr Donald O. Mitchell, Kevin O’Connell, Rick Kline und William B. Kaplan für Top Gun – Sie fürchten weder Tod noch Teufel Terry Porter, David J. Hudson, Mel Metcalfe und Gene Cantamessa für Star Trek IV: Zurück in die Gegenwart |
| 1988 | Bill Rowe Ivan Sharrock                                           | Der letzte Kaiser                  | Wayne Artman, Tom Beckert, Tom E. Dahl und Art Rochester für Die Hexen von Eastwick Les Fresholtz, Rick Alexander, Vern Poore und Bill Nelson für Lethal Weapon – Zwei stahlharte Profis Robert Knudson, Don Digirolamo, John S. Boyd und Tony Dawe für Das Reich der Sonne Michael J. Kohut, Carlos Delarios, Aaron Rochin und Robert Wald für RoboCop                                                                |
| 1989 | Les Fresholtz Rick Alexander Vern Poore Willie D. Burton          | Bird                               | Don J. Bassman, Kevin F. Cleary, Richard Overton und Al Overton Jr. für Stirb langsam Robert Knudson, John S. Boyd, Don Digirolamo und Tony Dawe für Falsches Spiel mit Roger Rabbit Robert J. Litt, Elliot Tyson, Rick Kline und Danny Michael für Mississippi Burning – Die Wurzel des Hasses Andy Nelson, Brian Saunders und Peter Handford für Gorillas im Nebel                                                   |
| 1990 | Donald O. Mitchell Gregg Rudloff Elliot Tyson Russell Williams II | Glory                              | Don J. Bassman, Kevin F. Cleary, Richard Overton und Lee Orloff für Abyss – Abgrund des Todes Ben Burtt, Gary Summers, Shawn Murphy und Tony Dawe für Indiana Jones und der letzte Kreuzzug Michael Minkler, Gregory H. Watkins, Wylie Stateman und Tod A. Maitland für Geboren am 4. Juli Donald O. Mitchell, Kevin O’Connell, Greg P. Russell und Keith A. Wester für Black Rain                                     |

## 1991–2000
| Jahr | Preisträger                                                           | für den Film                      | Nominierungen |
| 1991 | Bill W. Benton Jeffrey Perkins Gregory H. Watkins Russell Williams II | Der mit dem Wolf tanzt            | David E. Campbell, Thomas Causey, Doug Hemphill, Chris Jenkins für Dick Tracy Don J. Bassman, Kevin F. Cleary, Richard Bryce Goodman, Richard Overton für Jagd auf Roter Oktober Carlos Delarios, Michael J. Kohut, Aaron Rochin, Nelson Stoll für Die totale Erinnerung – Total Recall Rick Kline, Donald O. Mitchell, Kevin O’Connell, Charles M. Wilborn für Tage des Donners |
| 1992 | Tom Johnson Gary Rydstrom Gary Summers Lee Orloff                     | Terminator 2 – Tag der Abrechnung | Tom Fleischman, Christopher Newman für Das Schweigen der Lämmer David J. Hudson, Doc Kane, Mel Metcalfe, Terry Porter für Die Schöne und das Biest Gregg Landaker, Tod A. Maitland, Michael Minkler für JFK – Tatort Dallas Gary Rydstrom, Gary Summers, Randy Thom, Glenn Williams für Backdraft – Männer, die durchs Feuer gehen                                               |
| 1993 | Doug Hemphill Chris Jenkins Simon Kaye Mark Smith                     | Der letzte Mohikaner              | Rick Alexander, Les Fresholtz, Vern Poore, Rob Young für Erbarmungslos Robert Eber, Rick Kline, Kevin O’Connell für Eine Frage der Ehre Rick Hart, Donald O. Mitchell, Frank A. Montaño, Scott D. Smith für Alarmstufe: Rot David J. Hudson, Doc Kane, Mel Metcalfe, Terry Porter für Aladdin                                                                                    |
| 1994 | Ron Judkins Shawn Murphy Gary Rydstrom Gary Summers                   | Jurassic Park                     | Bob Beemer, Tim Cooney, Michael Minkler für Cliffhanger – Nur die Starken überleben Bill W. Benton, Chris Carpenter, Doug Hemphill, Lee Orloff für Geronimo – Eine Legende Michael Herbick, Donald O. Mitchell, Frank A. Montaño, Scott D. Smith für Auf der Flucht Ron Judkins, Scott Millan, Andy Nelson, Steve Pederson für Schindlers Liste                                  |
| 1995 | Bob Beemer Gregg Landaker David MacMillan Steve Maslow                | Speed                             | Willie D. Burton, Michael Herbick, Robert J. Litt, Elliot Tyson für Die Verurteilten David E. Campbell, Chris David, Douglas Ganton, Paul Massey für Legenden der Leidenschaft Michael Herbick, Donald O. Mitchell, Frank A. Montaño, Art Rochester für Das Kartell Tom Johnson, William B. Kaplan, Dennis S. Sands, Randy Thom für Forrest Gump                                 |
| 1996 | Rick Dior David MacMillan Scott Millan Steve Pederson                 | Apollo 13                         | Anna Behlmer, Scott Millan, Andy Nelson, Brian Simmons für Braveheart Michael Herbick, Petur Hliddal, Donald O. Mitchell, Frank A. Montaño für Batman Forever William B. Kaplan, Rick Kline, Kevin O’Connell, Gregory H. Watkins für Crimson Tide – In tiefster Gefahr Gregg Landaker, Steve Maslow, Keith A. Wester für Waterworld                                              |
| 1997 | Mark Berger Walter Murch Christopher Newman David Parker              | Der englische Patient             | Bob Beemer, Bill W. Benton, Chris Carpenter, Jeff Wexler für Independence Day Anna Behlmer, Andy Nelson, Ken Weston für Evita Gregg Landaker, Steve Maslow, Kevin O’Connell, Geoffrey Patterson für Twister Kevin O’Connell, Greg P. Russell, Keith A. Wester für The Rock – Fels der Entscheidung                                                                               |
| 1998 | Tom Johnson Gary Rydstrom Gary Summers Mark Ulano                     | Titanic                           | Anna Behlmer, Kirk Francis, Andy Nelson für L.A. Confidential Doug Hemphill, Rick Kline, Paul Massey, Keith A. Wester für Air Force One Tom Johnson, William B. Kaplan, Dennis S. Sands, Randy Thom für Contact Kevin O’Connell, Art Rochester, Greg P. Russell für Con Air |
| 1999 | Ron Judkins Andy Nelson Gary Rydstrom Gary Summers                    | Der Soldat James Ryan             | Anna Behlmer, Paul „Salty“ Brincat, Andy Nelson für Der schmale Grat Pud Cusack, Kevin O’Connell, Greg P. Russell für Die Maske des Zorro Peter Glossop, Dominic Lester, Robin O’Donoghue für Shakespeare in Love Kevin O’Connell, Greg P. Russell, Keith A. Wester für Armageddon                                                                                               |
| 2000 | David E. Campbell David Lee John T. Reitz Gregg Rudloff               | Matrix                            | Willie D. Burton, Michael Herbick, Robert J. Litt, Elliot Tyson für The Green Mile Chris Carpenter, Rick Kline, Chris Munro, Leslie Shatz für Die Mumie Doug Hemphill, Andy Nelson, Lee Orloff für Insider Tom Johnson, John Midgley, Shawn Murphy, Gary Rydstrom für Star Wars: Episode I – Die dunkle Bedrohung                                                                |

## 2001–2010
| Jahr | Preisträger                                                    | für den Film                                | Nominierungen |
| 2001 | Scott Millan Bob Beemer Ken Weston                             | Gladiator                                   | Steve Maslow, Gregg Landaker, Rick Kline und Ivan Sharrock für U-571 Kevin O’Connell, Greg P. Russell und Lee Orloff für Der Patriot John T. Reitz, Gregg Rudloff, David E. Campbell und Keith A. Wester für Der Sturm Randy Thom, Tom Johnson, Dennis S. Sands und William B. Kaplan für Cast Away – Verschollen                               |
| 2002 | Michael Minkler Myron Nettinga Chris Munro                     | Black Hawk Down                             | Vincent Arnardi, Guillaume Leriche und Jean Umansky für Die fabelhafte Welt der Amélie Christopher Boyes, Michael Semanick, Gethin Creagh und Hammond Peek für Der Herr der Ringe: Die Gefährten Andy Nelson, Anna Behlmer, Roger Savage und Guntis Sics für Moulin Rouge Greg P. Russell, Peter J. Devlin und Kevin O’Connell für Pearl Harbor |
| 2003 | Michael Minkler Dominick Tavella David Lee                     | Chicago                                     | Christopher Boyes, Michael Semanick, Michael Hedges und Hammond Peek für Der Herr der Ringe: Die zwei Türme Tom Fleischman, Eugene Gearty und Ivan Sharrock für Gangs of New York Scott Millan, Bob Beemer und John Pritchett für Road to Perdition Kevin O’Connell, Greg P. Russell und Ed Novick für Spider-Man                               |
| 2004 | Christopher Boyes Michael Semanick Michael Hedges Hammond Peek | Der Herr der Ringe: Die Rückkehr des Königs | Christopher Boyes, David Parker, David E. Campbell und Lee Orloff für Fluch der Karibik Paul Massey, Doug Hemphill und Art Rochester für Master & Commander – Bis ans Ende der Welt Andy Nelson, Anna Behlmer und Jeff Wexler für Last Samurai Andy Nelson, Anna Behlmer und Tod A. Maitland für Seabiscuit – Mit dem Willen zum Erfolg         |
| 2005 | Scott Millan Greg Orloff Bob Beemer Steve Cantamessa           | Ray                                         | Tom Fleischman und Petur Hliddal für Aviator William B. Kaplan, Randy Thom, Tom Johnson und Dennis S. Sands für Der Polarexpress Kevin O’Connell, Greg P. Russell, Jeffrey J. Haboush und Joseph Geisinger für Spider-Man 2 Randy Thom, Gary Rizzo und Doc Kane für Die Unglaublichen – The Incredibles                                         |
| 2006 | Christopher Boyes Michael Semanick Michael Hedges Hammond Peek | King Kong                                   | Paul Massey, Doug Hemphill und Peter F. Kurland für Walk the Line Andy Nelson, Anna Behlmer und Ron Judkins für Krieg der Welten Kevin O’Connell, Greg P. Russell, Rick Kline und John Pritchett für Die Geisha Terry Porter, Dean A. Zupancic und Tony Johnson für Die Chroniken von Narnia: Der König von Narnia                              |
| 2007 | Michael Minkler Bob Beemer Willie D. Burton                    | Dreamgirls                                  | Paul Massey, Christopher Boyes und Lee Orloff für Pirates of the Caribbean – Fluch der Karibik 2 Andy Nelson, Anna Behlmer und Ivan Sharrock für Blood Diamond Kevin O’Connell, Greg P. Russell und Fernando Cámara für Apocalypto John T. Reitz, David E. Campbell, Gregg Rudloff und Walt Martin für Flags of Our Fathers                     |
| 2008 | Scott Millan David Parker Kirk Francis                         | Das Bourne Ultimatum                        | Skip Lievsay, Craig Berkey, Greg Orloff und Peter F. Kurland für No Country for Old Men Randy Thom, Michael Semanick und Doc Kane für Ratatouille Paul Massey, David Giammarco und Jim Stuebe für Todeszug nach Yuma Kevin O’Connell, Greg P. Russell und Peter J. Devlin für Transformers                                                      |
| 2009 | Ian Tapp Richard Pryke Resul Pookutty                          | Slumdog Millionär                           | David Parker, Michael Semanick, Ren Klyce und Mark Weingarten für Der seltsame Fall des Benjamin Button Ed Novick, Lora Hirschberg und Gary Rizzo für The Dark Knight Tom Myers, Michael Semanick und Ben Burtt für WALL·E – Der Letzte räumt die Erde auf Chris Jenkins, Frank A. Montaño und Petr Forejt für Wanted                           |
| 2010 | Paul Ottosson Ray Beckett                                      | Tödliches Kommando – The Hurt Locker        | Christopher Boyes, Gary Summers, Andy Nelson und Tony Johnson für Avatar – Aufbruch nach Pandora Michael Minkler, Tony Lamberti und Mark Ulano für Inglourious Basterds Anna Behlmer, Andy Nelson und Peter J. Devlin für Star Trek Greg P. Russell, Gary Summers und Geoffrey Patterson für Transformers – Die Rache                           |

## 2011–2020
| Jahr | Preisträger                                              | für den Film                     | Nominierungen |
| 2011 | Lora Hirschberg Gary Rizzo Ed Novick                     | Inception                        | Paul Hamblin, Martin Jensen und John Midgley für The King’s Speech Jeffrey J. Haboush, William Sarokin, Scott Millan und Greg P. Russell für Salt Ren Klyce, David Parker, Michael Semanick und Mark Weingarten für The Social Network Skip Lievsay, Craig Berkey, Greg Orloff und Peter F. Kurland für True Grit                                          |
| 2012 | Tom Fleischman John Midgley                              | Hugo Cabret                      | Deborah Adair, Ron Bochar, David Giammarco und Ed Novick für Die Kunst zu gewinnen – Moneyball David Parker, Michael Semanick, Ren Klyce und Bo Persson für Verblendung Greg P. Russell, Gary Summers, Jeffrey J. Haboush und Peter J. Devlin für Transformers 3 Gary Rydstrom, Andy Nelson, Tom Johnson und Stuart Wilson für Gefährten                   |
| 2013 | Andy Nelson Mark Paterson Simon Hayes                    | Les Misérables                   | John T. Reitz, Gregg Rudloff und José Antonio García für Argo Ron Bartlett, Doug Hemphill und Drew Kunin für Life of Pi: Schiffbruch mit Tiger Andy Nelson, Gary Rydstrom und Ron Judkins für Lincoln Scott Millan, Greg P. Russell und Stuart Wilson für James Bond 007: Skyfall                                                                          |
| 2014 | Skip Lievsay Niv Adiri Christopher Benstead Chris Munro  | Gravity                          | Chris Burdon, Mark Taylor, Mike Prestwood Smith und Chris Munro für Captain Phillips Christopher Boyes, Michael Hedges, Michael Semanick und Tony Johnson für Der Hobbit: Smaugs Einöde Skip Lievsay, Greg Orloff und Peter F. Kurland für Inside Llewyn Davis Andy Koyama, Beau Borders und David Brownlow für Lone Survivor                              |
| 2015 | Craig Mann Ben Wilkins Thomas Curley                     | Whiplash                         | John T. Reitz, Gregg Rudloff und Walt Martin für American Sniper Jon Taylor, Frank A. Montaño und Thomas Varga für Birdman oder (Die unverhoffte Macht der Ahnungslosigkeit) Gary A. Rizzo, Gregg Landaker und Mark Weingarten für Interstellar Jon Taylor, Frank A. Montaño und David Lee für Unbroken                                                    |
| 2016 | Chris Jenkins Gregg Rudloff Ben Osmo                     | Mad Max: Fury Road               | Andy Nelson, Gary Rydstrom und Drew Kunin für Bridge of Spies – Der Unterhändler Paul Massey, Mark Taylor und Mac Ruth für Der Marsianer – Rettet Mark Watney Jon Taylor, Frank A. Montaño, Randy Thom und Chris Duesterdiek für The Revenant – Der Rückkehrer Andy Nelson, Christopher Scarabosio und Stuart Wilson für Star Wars: Das Erwachen der Macht |
| 2017 | Kevin O’Connell Andy Wright Robert Mackenzie Peter Grace | Hacksaw Ridge – Die Entscheidung | Andy Nelson, Ai-Ling Lee und Steven A. Morrow für La La Land David Parker, Christopher Scarabosio und Stuart Wilson für Rogue One: A Star Wars Story Gary Summers, Jeffrey J. Haboush und Mac Ruth für 13 Hours: The Secret Soldiers of Benghazi Bernard Gariépy Strobl und Claude La Haye für Arrival                                                     |
| 2018 | Gregg Landaker Gary A. Rizzo Mark Weingarten             | Dunkirk                          | Mary H. Ellis, Julian Slater und Tim Cavagin für Baby Driver Ron Bartlett, Doug Hemphill und Mac Ruth, für Blade Runner 2049 Christian Cooke, Glen Gauthier und Brad Zoern für Shape of Water – Das Flüstern des Wassers Ren Klyce, David Parker, Michael Semanick und Stuart Wilson für Star Wars: Die letzten Jedi                                       |
| 2019 | Paul Massey Tim Cavagin John Casali                      | Bohemian Rhapsody                | Steve Boeddeker, Brandon Proctor und Peter J. Devlin für Black Panther Jon Taylor, Frank A. Montaño, Ai-Ling Lee und Mary H. Ellis für Aufbruch zum Mond Skip Lievsay, Craig Henighan und José Antonio García für Roma Tom Ozanich, Dean A. Zupancic, Jason Ruder und Steven A. Morrow für A Star Is Born                                                  |
| 2020 | Mark Taylor Stuart Wilson                                | 1917                             | Gary Rydstrom, Tom Johnson und Mark Ulano für Ad Astra – Zu den Sternen Paul Massey, David Giammarco und Steven A. Morrow für Le Mans 66 – Gegen jede Chance Tom Ozanich, Dean A. Zupancic und Tod A. Maitland für Joker Michael Minkler, Christian P. Minkler und Mark Ulano für Once Upon a Time in Hollywood                                            |

## 2021–2030
| Jahr | Preisträger                                                                 | für den Film         | Nominierungen |
| ---- | --------------------------------------------------------------------------- | -------------------- | --- |
| 2021 | Nicolas Becker Jaime Baksht Michelle Couttolenc Carlos Cortés Phillip Bladh | Sound of Metal       | Ren Klyce, Jeremy Molod, David Parker, Nathan Nance und Drew Kunin für Mank Ren Klyce, Coya Elliott und David Parker für Soul Warren Shaw, Michael Minkler, Beau Borders und David Wyman für Greyhound – Schlacht im Atlantik Oliver Tarney, Mike Prestwood Smith, William Miller und John Pritchett für Neues aus der Welt                                                           |
| 2022 | Ron Bartlett Theo Green Doug Hemphill Mark A. Mangini Mac Ruth              | Dune                 | Niv Adiri, Simon Chase, James Mather und Denise Yarde für Belfast Brian Chumney, Tod A. Maitland, Shawn Murphy, Andy Nelson und Gary Rydstrom für West Side Story Richard Flynn, Robert Mackenzie und Tara Webb für The Power of the Dog James Harrison, Simon Hayes, Paul Massey, Oliver Tarney und Mark Taylor für Keine Zeit zu sterben                                            |
| 2023 | Chris Burdon James Mather Al Nelson Mark Taylor Mark Weingarten             | Top Gun: Maverick    | Dick Bernstein, Christopher Boyes, Michael Hedges, Julian Howarth, Gary Summers, Gwendolyn Yates Whittle für Avatar: The Way of Water Lars Ginzel, Frank Kruse, Viktor Prášil, Markus Stemler, Stefan Korte für Im Westen nichts Neues Michael Keller, David Lee, Andy Nelson, Wayne Pashley für Elvis Stuart Wilson, Will Files, Douglas Murray, Andy Nelson für The Batman          |
| 2024 | Johnnie Burn Tarn Willers                                                   | The Zone of Interest | Erik Aadahl, Tom Ozanich, Ethan Van der Ryn, Ian Voigt und Dean A. Zupancic für The Creator Chris Burdon, James Mather, Chris Munro und Mark Taylor für Mission: Impossible – Dead Reckoning Teil Eins Willie D. Burton, Richard King, Kevin O’Connell und Gary A. Rizzo für Oppenheimer Richard King, Steven A. Morrow, Tom Ozanich, Jason Ruder und Dean A. Zupancic für Maestro    |
| 2025 | Ron Bartlett Doug Hemphill Gareth John Richard King                         | Dune: Part Two       | Niels Barletta, Aymeric Devoldère, Maxence Dussère, Cyril Holtz und Erwan Kerzanet für Emilia Pérez Ted Caplan, David Giammarco, Tod A. Maitland, Paul Massey und Donald Sylvester für Like A Complete Unknown Brian Chumney, Leff Lefferts, Gary A. Rizzo und Randy Thom für Der wilde Roboter Jack Dolman, Simon Hayes, John Marquis, Andy Nelson und Nancy Nugent Title für Wicked |